# Abax exaratus
Abax exaratus es una especie de escarabajo del género Abax, tribu Pterostichini, familia Carabidae. Fue descrita científicamente por Dejean en 1828.
Se distribuye por Italia, Suiza y Austria. La especie se mantiene activa entre mayo y septiembre.